# Жул Делез
Жул Делез (на френски: Jules Delhaize) е белгийски историк и бизнесмен.

## Биография
Роден е през 1872 година в известната търговска фамилия Делез, собственик на веригата супермаркети „Делез“, която той оглавява известно време. Известен е и като един от основоположниците на валонската историография с неговата книга „La domination française en Belgique“ (1912), в която полемизира с Фламандското движение, критикуващо ролята на Франция в белгийската история.
Жул Делез умира през 1928 година.